# 小田原アリーナ
小田原アリーナ（おだわらアリーナ）は、神奈川県小田原市中曽根にある屋内競技施設である。Fリーグ、湘南ベルマーレが本拠地として使用している。メインアリーナは3400m2（85m×40m）の広さがあり、バスケットボールコートなら4面同時に確保できる。

## 主な施設
- メインアリーナ（85m×40m）
- サブアリーナ
- フィットネススタジオ
- 研修室・会議室

## アクセス
- 小田急小田原線富水駅または螢田駅から徒歩15分程度。小田原駅から栢山駅行きのバスで飯田岡入口・菖蒲田下車、徒歩8分だが、バスは1日6～8本しかない。